# Pont Suramadu
Le pont Suramadu (en indonésien Jembatan Suramadu), ou pont Surabaya–Madura, est un pont à haubans constitué de trois sections reliant les villes de Surabaya sur l'île de Java et de Bangkalan sur celle de Madura en Indonésie, d'où son nom, formé à partir de Surabaya et Madura.  Il a été inauguré le 10 juin 2009. D'une longueur de 5 438 m, il franchit le détroit de Madura, séparant la mer de Bali de la mer de Java, et est le plus long du pays.

## Caractéristiques
La section de pont à haubans est composée de trois travées de portées respectives de 192 m, 434 m et 192 m.
Le pont présente dans chaque sens deux voies de circulation, une bande d'arrêt d'urgence et une voie réservée aux motos. Il s'agit du premier pont à péage d'Indonésie. Les tarifs à la mise en service sont de 30 000 roupies indonésiennes pour les véhicules à 4 roues et 3 000 pour les véhicules à 2 roues.
Le pont a été construit par un consortium composé des sociétés indonésiennes PT Adhi Karya et PT Waskita Karya travaillant avec China Road and Bridge Corp. et China Harbor Engineering Co. Ltd.  
Le coût total du projet, incluant les voies de raccordement, est estimé à 4,5 billions de roupies (environ 440 millions de dollars au cours de l'époque).

## Histoire
La construction de l'ouvrage a commencé le 20 août 2003.  En juillet 2004, une poutre s'est brisée, occasionnant la mort d'un ouvrier et en blessant neuf autres. Les travaux furent interrompus à la fin de 2004, par manque de financement, mais reprirent en novembre 2005. La jonction des deux éléments constituant la travée principale a eu lieu le 31 mars 2009 et le pont a été mis en service le 10 juin 2009.